# Michael Albert
Michael Albert (New York, 8 aprile 1947) è un attivista, editore, economista e saggista statunitense.

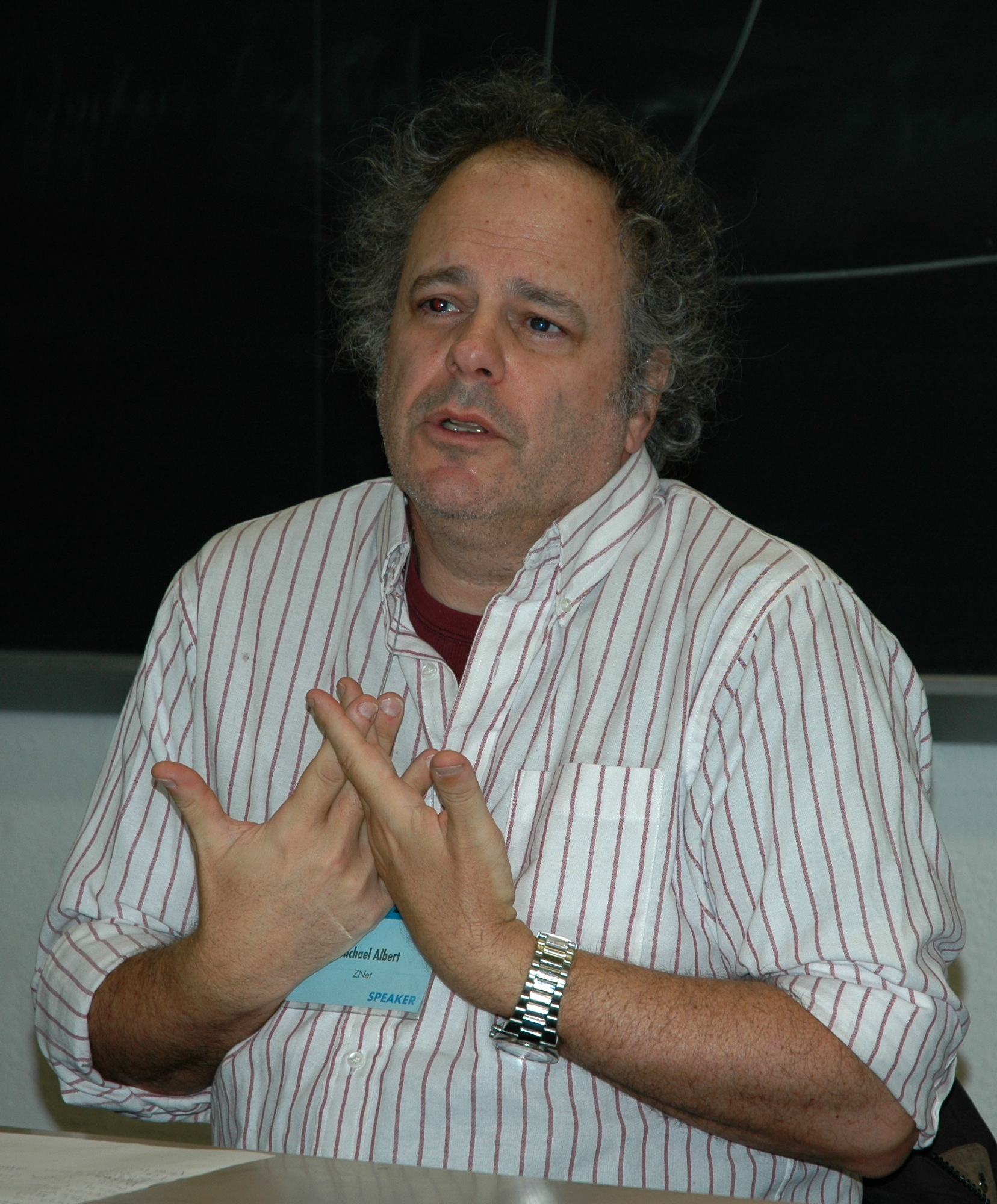
Michael Albert

È co-editore della piattaforma web ZNet, oltre ad essere co-fondatore e co-editore della rivista multimediale Z Magazine. Figura anche tra i fondatori della casa editrice, specializzata in testi politici d'estrema sinistra, South End Press, ed è inoltre autore di numerosi libri ed articoli d'argomento politico, sociale ed economico.
Assieme all'economista socialista libertario ed accademico Robin Hahnel, Albert ha, tra la fine degli anni ottanta e l'inizio degli anni novanta, formulato il sistema economico dell'economia partecipativa (in inglese Partecipatory Economics, detta anche ParEcon), un modello di economia collettivista democraticamente pianificata, decentralizzata ed impostata su linee organizzative fortemente orizzontaliste, in cui la gestione ed organizzazione del lavoro e l'allocazione dei beni e servizi da esso derivati verrebbero espletati con la libera associazione e cooperazione di produttori, lavoratori e consumatori, collettivamente organizzati in società e strutture logistiche autogestite, in cui ogni costituente, proporzionalmente al proprio grado di partecipazione e all'impegno profuso nel processo produttivo, verrebbe remunerato con crediti cumulabili, non trasferibili e convertibili in voucher od altro tipo di valuta artificiale. Tale sistema, in congiunzione con la politica partecipativa (in inglese Partecipatory Politics, detta anche ParPolity), teorizzata dal politologo ed accademico Stephen Shalom, già collaboratore di ZNet, costituisce la corrente socialista libertaria del Partecipismo.
Albert si definisce un abolizionista del mercato  e promuove la pianificazione democratico-partecipativa come alternativa.
Durante gli anni '60 del XX secolo, Albert fu un membro dell'organizzazione “Students for a Democratic Society”, e fu attivo nel movimento contro la guerra in Vietnam.
Le memorie di Albert, Remembering Tomorrow: From SDS to Life After Capitalism (ISBN 1583227423), sono state pubblicate nel 2007 dalla Seven Stories Press.

## Libri
- What Is To Be Undone? (1974)
- Unorthodox Marxism with R. Hahnel (1978)
- Socialism Today and Tomorrow with R. Hahnel (1981)
- Marxism and Socialist Theory with R. Hahnel (1981)
- Quiet Revolution in Welfare Economics (archiviato dall'url originale il 7 giugno 2013) with R. Hahnel (1990)
- Looking Forward with R. Hahnel (1990)
- The Political Economy of Participatory Economics (archiviato dall'url originale il 21 luglio 2011) with R. Hahnel (1991)
- Stop the Killing Train: Radical Visions for Radical Change (1994)
- Thinking Forward: Learning To Conceptualize Economic Vision (1997)
- Moving Forward: Program for a Participatory Economy. URL consultato il 15 agosto 2010 (archiviato dall'url originale il 2 dicembre 2013) (2001)
- Parecon: Life After Capitalism (2002)
- The Trajectory of Change: Activist Strategies for Social Transformation (2002)
- Thought Dreams: Radical Theory for the 21st Century (2004)
- Realizing Hope: Life beyond Capitalism (2006)
- Remembering Tomorrow: From SDS to Life After Capitalism, A Memoir (2007)